# 8,9-デヒドロテアスピロン
8,9-デヒドロテアスピロンは、化学式C13H18O2で表されるイソプレノイド系化合物の一種である。

## 生成
藤森嶺により、バーレー種の葉タバコから1981年に初めて発見された。370Kgの葉タバコから5mgの本物質が単離されている。チャの香気成分として既知の物質であるテアスピロンに構造が類似していることから、藤森により8,9-デヒドロテアスピロンと命名された。その構造から、カロテノイド化合物の分解により生じたと考えられている。
1990年にはWinterhalterによりワイン、1992年にTakeokaによりネクタリン、1993年にSurburgによりモクセイソウ、1996年にNafによりオレンジ、1997年にD'Areyによりハチミツからも検出され、さらに2000年には塩野香料の研究によりモモの重要な香気成分の一つであることも明らかになった。

## 構造と香り
不斉炭素を一つ持つことから、立体異性体が二つ存在する。S体は「フローラルでフルーティな香気」、R体は「ウッディで清涼感のある香気」と表現される。モモから単離されたものはS体:R体の比率が10:1であった。藤森がタバコから単離した際には「花様の香気を含むウッディな香気」と表現しており、S体・R体の混合体と考えられる。
本物質は、香料として利用されている。